# دراخنبرن-بیرلنباخ
دراخنبرن-بیرلنباخ (به فرانسوی: Drachenbronn-Birlenbach) یک کمون در فرانسه با جمعیت ۹۷۶ نفر است که در Canton of Soultz-sous-Forêts واقع شده‌است.